# فرانك روز
فرانك روز (بالإنجليزية: Frank Herbert Rose)‏ هو سياسي بريطاني (وحمل سابقاً جنسية المملكة المتحدة لبريطانيا العظمى وأيرلندا)، ولد في 5 يوليو 1857 في لامبيث في المملكة المتحدة، وتوفي في 10 يوليو 1928. حزبياً، نشط في حزب العمال.

## مناصب
- في الانتخابات العمومية البريطانية 1918 [الإنجليزية]‏، انتخب عضو برلمان المملكة المتحدة الـ31 عن دائرة أبردين الشمالية (14 ديسمبر 1918 – 26 أكتوبر 1922).
- في الانتخابات العامة في المملكة المتحدة 1922 [الإنجليزية]‏، انتخب عضو برلمان المملكة المتحدة الـ32 عن دائرة أبردين الشمالية (15 نوفمبر 1922 – 16 نوفمبر 1923).
- في الانتخابات العامة في المملكة المتحدة 1923 [الإنجليزية]‏، انتخب عضو برلمان المملكة المتحدة الـ33 عن دائرة أبردين الشمالية (6 ديسمبر 1923 – 9 أكتوبر 1924).
- في الانتخابات العامة في المملكة المتحدة 1924 [الإنجليزية]‏، انتخب عضو برلمان المملكة المتحدة الـ34 عن دائرة أبردين الشمالية (29 أكتوبر 1924 – 10 يوليو 1928).